# Apoplania chilensis
Apoplania chilensis är en fjärilsart som beskrevs av Davis 1975. Apoplania chilensis ingår i släktet Apoplania och familjen Neopseustidae. Inga underarter finns listade i Catalogue of Life.